# Grote afval
De grote afval is een concept binnen het christendom, dat zich op het laatst tijdens de Reformatie ontwikkelde, op basis van de perceptie dat de oorspronkelijke, apostolische Kerk afvallig is van het geloof zoals door Jezus en zijn twaalf apostelen bedoeld werd. Binnen het protestantisme wordt hiermee gedoeld op het toelaten van elementen uit de Grieks-Romeinse cultuur door de Rooms-Katholieke Kerk, zoals de mysteriecultus, het aanpassen van heidense feesten en het vereren van beelden. Deze werden volgens deze visie toegelaten om heidenen aan te trekken tot de Kerk.
De uitdrukking is ontleend aan 2 Tessalonicenzen, waarin de apostel Paulus de kerk vertelde dat de wederkomst van Jezus niet eerder plaatsvindt dan wanneer velen zich van het geloof hebben afgekeerd en de wetteloze mens verschenen is.

## Plaatsing in de tijd
Binnen restaurationistische stromingen eindigt het vroege christendom met de dood van de laatste apostel, Johannes, tegen het einde van de eerste eeuw, en begon toen de grote afval.
Volgens sommige evangelische christenen is de grote afval begonnen met de secularisatie na de Tweede Wereldoorlog.
In eindtijdbewegingen is de grote afval een fase in de eindtijd en gaat vooraf aan de opname van de gemeente en de wederkomst van Jezus. De mensen kunnen in de periode van de grote afval volgens deze bewegingen het evangelie niet meer verdragen.
Volgens de Rooms-Katholieke Kerk, Anglicaanse kerk en de Oosters-orthodoxe kerken is dit een toekomstige gebeurtenis, tijdens de regering van de Antichrist in de eindtijd.

## Basis voor het geloofsconcept
In het Nieuwe Testament staan enkele passages die vaak worden gebruikt als basis voor het concept van de grote afval. Voorbeelden hiervan zijn:
Want er komt een tijd dat de mensen de heilzame leer niet meer verdragen, maar leraren om zich heen verzamelen die aan hun verlangens tegemoetkomen en hen naar de mond praten. Ze zullen niet meer naar de waarheid luisteren, maar naar verzinsels. Jij echter moet in alles nuchter zijn, je lijden aanvaarden, je werk als verkondiger van het evangelie doen, je dienende taak vervullen.
In de eindtijd zullen veel mensen van het geloof afvallen:
Maar de Geest zegt nadrukkelijk dat in de eindtijd sommigen het geloof zullen verlaten, doordat ze luisteren naar dwaalgeesten en naar wat demonen hun leren. Ze worden hiertoe aangezet door huichelachtige leugenaars, die hun eigen geweten hebben dichtgeschroeid.
Ik weet dat er na mijn vertrek woeste wolven bij u zullen binnendringen, die de kudde niet zullen ontzien. Uit uw eigen kring zullen mensen voortkomen die de waarheid verdraaien om de leerlingen voor zich te winnen. Wees daarom waakzaam en vergeet niet hoe ik ieder van u drie jaar lang dag en nacht onder tranen steeds weer raad heb gegeven.